# Флетчер, Энди

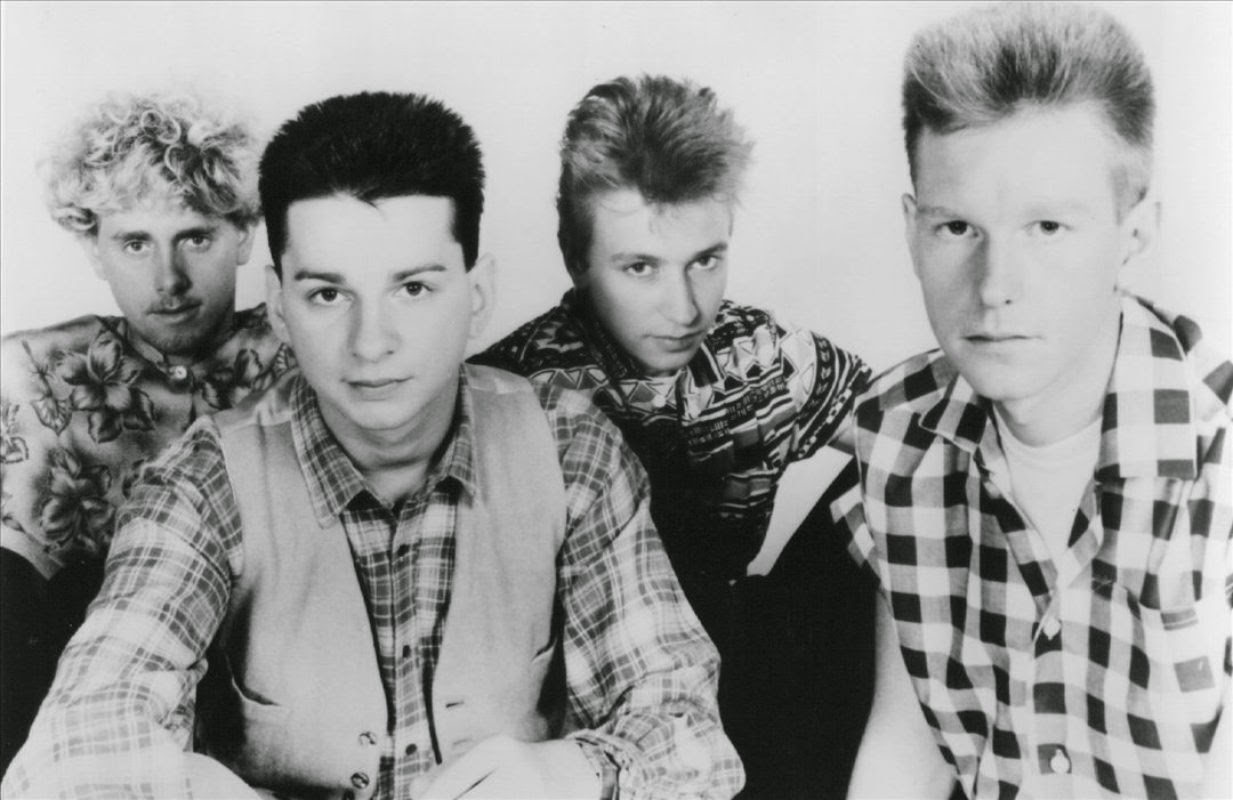
Depeche Mode (1982). Энди Флетчер (крайний справа)

Эндрю Джон Леонард Флетчер (англ. Andrew John Leonard Fletcher; 8 июля 1961[…], Ноттингем — 26 мая 2022[…], Лондон) — британский музыкант-клавишник, один из основателей группы Depeche Mode.

## Биография
Родился 8 июля 1961 года в семье рабочего в Ноттингеме (Ноттингемшир, Англия, Великобритания). Всего в семье было четверо детей. В школе увлекался футболом.

### Музыкальная карьера
В конце 1970-х Флетчер и его школьный знакомый Винс Кларк организовали музыкальную группу No Romance in China, в которой Флетчер играл на бас-гитаре. С будущим участником Depeche Mode Мартином Гором он также познакомился во время учёбы в школе. Вместе с Кларком трио преобразовалось в новую группу Composition of Sound. После присоединения Дэвида Гаана группа переименовалась в Depeche Mode.

### Сольные работы
В 2002 году организовал свой музыкальный лейбл Toast Hawaii, продюсирующий, в частности, группу Client.
Гастролировал как диджей.

### Смерть
Скончался 26 мая 2022 года от расслоения аорты.